# Антониус, Джордж
Джордж Хабиб Антониус (араб. جورج حبيب أنطونيوس‎; 19 октября 1891, Дейр аль-Камар, Ливан — 21 мая 1942, Иерусалим) — историк арабского националистического движения.

## Биография
По происхождению — ливанский араб, из православных.
Окончил английский колледж в Александрии и Кембриджский университет.
В 1921—1930 годах занимал руководящие посты в британской мандатной администрации в Палестине.

### Главный труд
По выходе в отставку жил в США, где по поручению американского Института текущих мировых событий (Institute of Current World Affairs) написал книгу «The Arab awakening. The story of the Arab national movement» («Арабское пробуждение. История арабского националистического движения»), впервые изданную в 1938 году в Лондоне. В этой работе, представлявшей первую на Западе попытку изложить и объяснить с проимпериалистических позиций историю арабского националистического движения, история арабов изложена тенденциозно: автор утверждает, что арабы якобы сплотились в нацию в VII веке благодаря усилиям пророка Мухаммеда, а позднее их национальная связь была ослаблена вследствие упадка и плохого управления и лишь в XIX—XX веках «пробудилась» благодаря просветительской деятельности американских миссионеров и поддержке, которую Великобритания оказала арабскому националистическому движению. Главную роль в становлении арабского национализма видел в деятельности Американского университета в Бейруте. Отметил пренебрежение интересами арабских народов со стороны Великобритании.

### Став знаменитым
Сам автор никогда не участвовал в националистическом движении. В 1939 году являлся генеральным секретарем арабской делегации на Лондонской конференции по палестинскому вопросу. Принимал участие в подготовке британской правительственной декларации 1939 года «О политике Англии в Палестине», направленной на укрепление союза Великобритании с арабскими феодальными кругами.